# Sangbogen
|  | Nogle eller alle af denne artikels kildehenvisninger er enten af tvivlsom kvalitet eller ikke sekundære/tertiære. Du kan afhjælpe dette ved at udskifte de angivne kilder med mere troværdige kilder. Se vejledning i Referencer. |

Sangbogen er en sangbogsrække udgivet af Edition Wilhelm Hansen med sange fra Danmark og udlandet og angivet med tekst, melodi og becifring.
Den første bog i rækken kom i 1988, var blot betitlet "Sangbogen" og havde blåt omslag.
I 1996 kom "Sangbogen 2" med rødt omslag.
Den gule og tredje udgave kom i 1999, 
mens den grønne og fjerde udgave kom i 2010.
"Sangbogen greatest" fra 2016 samler de 250 bedste sange fra de 4 første bøger i serien.
Efterfølgende kom Sangbogen 5 i orange omslag i 2017.
En sangbog med julen som tema og i samme format udkom i 2000.
Sangbogens omslag er designet af Per Arnoldi.
Anmeldere med tilknytning til folkeskolen har været ganske begejstret for sangsbogsrækken.
Den er udbredt i skoler og hjem.